# Le Sorcier et le Serpent blanc
Pour plus de détails, voir Fiche technique et Distribution.
Le Sorcier et le Serpent blanc est un film d'action hongkongais inspiré de la légende chinoise du Serpent blanc. Le tournage commença le 10 septembre 2010 et finit le 10 janvier 2011. Le film fut dévoilé lors du 68e festival du film international de Venise, le 3 septembre 2011. La sortie officielle du film à Hong-Kong eut lieu le 29 septembre 2011.

## Sypnosis
Tout débute par deux moines bouddhistes qui se promènent dans un décor recouvert de neige. C'est Fahai (interprété par Jet Li) accompagné par son élève Neng Ren (Wen Zhang) qui sont venus enfermer le démon des neiges. L'objectif de Fahai est de chasser les démons de la Terre.
Pendant ce temps, en parallèle, Xu Xian (Raymond Lam), pauvre herboriste au grand cœur passe son temps dans les montagnes à la recherche de plantes médicinales jusqu'au moment où le démon du Serpent Vert (Charlene Choi) décide de lui faire une blague de mauvais goût. Il chute de la falaise et tombe dans la mer. Le Serpent Blanc (Shengyi Huang) décide de le sauver de la noyade. Sous l'eau, et sous sa forme humaine, le Serpent Blanc lui donne un baiser pour lui insuffler un peu d'essence vitale et le ranime avant de repartir dans le monde des démons.
Très amoureuse de l'apothicaire, le Serpent Blanc décide de retourner sur Terre, sous le nom de Shuzhen pour le revoir. C'est durant le soir de la fête des Lanternes qu'elle rejoint Xu Xian où elle apprend qu'il est aussi très amoureux de la personne qui l'a sauvé de la noyade. Ils décident alors de se marier.
Une grosse épidémie frappe tout un village faisant de nombreux morts. Xu Xian travaille très dur pour concocter un médicament capable d'éradiquer ce mal. Devant ce dur labeur, son épouse décide de lui alléger un peu le travail et ajoute un peu de sa magie dans l'antidote. Très efficace, le village est sauvé. Fahai voit dans le breuvage l'intervention d'un démon et, méfiant, offre une dague de l'esprit à Xu Xian.
Le moine part à la chasse du Serpent Blanc et découvre que c'est le nom de Shuzhen qu'il se cache. Après un petit combat où le moine sort victorieux, Fahai décide de l'épargner car elle a quand même sauvé le village, et lui demande à Shuzhen de laisser tranquille l'humain. Elle argue qu'elle est très amoureuse et que son mari l'aime aussi, qu'ils ne font de mal à personne.
De retour à la maison, le petit couple commence à manger. Xu Xian raconte comment le village a été sauvé et veut porter un toast avec du vin offert par le village (la légende veut que ce vin ait été offert par le moine mais dans ce film, aucune précision). Shuzhen boit et réalise trop tard que c'est du vin soufré. Ce vin est bu pour prévenir des maladies, mais sur un démon, ce vin dévoile la véritable forme. Prise de panique, Shuzhen s'enfuit, autant plus que Fahai et ses disciples ont encerclé la demeure. Le mari, voyant un serpent énorme a réussi à asséner un coup avec le poignard de l'esprit, qui vide toute l'essence vitale du démon.
Xu Xian a appris le mal qu'il a fait et décide de sauver le Serpent Blanc. Pour cela il doit voler une plante médicinale extrêmement rare, qui n'existe en réalité qu'en un seul exemplaire. Elle est utilisée pour maintenir les démons dans la pagode de Fahai. Il parvient à subtiliser la petite racine et à la transmettre à un membre de la famille de Shuzhen, mais a libéré tous les démons, qui l'ont possédé pour fuir Fahai qui arrive sur les lieux.
Fahai, avec l'aide de tous ses disciples et autres moines d'exorciser le pauvre Xu Xian et par la même occasion de briser le charme de Shuzhen.
En maintenant Xu Xian prisonnier, Fahai provoque la colère du Serpent Blanc. Avec l'aide de sa sœur, le Serpent Vert, elles attaquent le temple en inondant toute la région.
Après un terrible combat dévastateur, le Serpent Blanc est emprisonné pour l'éternité, séparé de son mari, qui est sain et sauf mais toujours aussi amoureux.

## Fiche technique
- Titre français : Le Sorcier et le Serpent blanc
- Titre anglais : The Sorcerer and the White Snake
- Titre original : 白蛇傳說之法海, Báishé chuánshuō zhī fǎ hǎi
- Réalisation : Ching Siu-tung
- Scénario : Charcoal Tan, Tsang Kan Cheung, Szeto Cheuk Hon
- Musique : Mark Lui
- Photographie : Kwok-Man Keung
- Montage : Angie Lam
- Costumes : William Chang
- Production : Chui Po Chu
- Société de production : Juli Entertainment Media
- Genre : Action, Fantastique
- Durée : 90 minutes
- Pays d'origine :  Hong Kong et  Chine
- Langues originales : mandarin
- Dates de sortie :

 Chine : 28 septembre 2011
 Hong Kong : 29 septembre 2011
 France : 9 mars 2012 (Festival du film asiatique de Deauville), 4 septembre 2012 (DVD et Blu-ray)

## Distribution
- Jet Li (VF : Franck Dacquin) : Abott Fahai, moine bouddhiste
- Eva Huang (VF : Mélanie Dermont) : Serpent blanc / Susu
- Raymond Lam (VF : Pierre Lognay) : Xu Xian, herboriste
- Charlene Choi (VF : Audrey d'Hulstère) : Serpent vert / Qingqing
- Wen Zhang (VF : Grégory Praet) : Neng Ren, le disciple de Fahai
- Vivian Hsu (VF : Sophie Landresse) : La Sorcière des glaces
- Miriam Yeung Chin Wah : Le Lapin maléfique
- Suet Lam : Le Poulet maléfique
- Chapman To : Le monstre crapaud
- Sonija Kwok : Bu Ming
- Wu Jiang : La Tortue maléfique